# آيت سعيد أو عيسى (آيت واحى لحرار)
آيت سعيد أو عيسى هو دُوَّار يقع بجماعة سيدي المخفي، إقليم إفران، جهة فاس مكناس في المملكة المغربية. ينتمي الدوّار لمشيخة آيت واحى لحرار التي تضم 6 دواوير. يقدر عدد سكانه بـ 174 نسمة حسب الإحصاء الرسمي للسكان والسكنى لسنة 2004.

## وصلات خارجية
- البوابة الوطنية للجماعات الترابية
- المندوبية السامية للتخطيط